# Bourgneuf-en-Retz
Bourgneuf-en-Retz era una comuna francesa situada en el departamento de Loira Atlántico, de la región de Países del Loira, que el 1 de enero de 2016 pasó a ser una comuna delegada de la comuna nueva de Villeneuve-en-Retz al fusionarse con la comuna de Fresnay-en-Retz.

## Demografía
| Gráfica de evolución demográfica de Bourgneuf-en-Retz entre 1800 y 2013 |
|                                                                         |

Los datos demográficos contemplados en este gráfico de la comuna de Bourgneuf-en-Retz se han cogido de 1800 a 1999 de la página francesa EHESS/Cassini, y los demás datos de la página del INSEE.